# Vera Lewis
Vera Lewis (Nueva York, Nueva York; 10 de junio de 1873-Woodland Hills, Los Ángeles, California; 8 de febrero de 1956) fue una actriz teatral y cinematográfica estadounidense, cuya carrera se desarrolló principalmente en la época del cine mudo. En total actuó en 183 filmes entre 1915 y 1947.

## Biografía
Nacida en Nueva York, se inició como actriz teatral en dicha ciudad. Su carrera en el cine comenzó en 1915 con el film Hypocrites, protagonizado por Myrtle Stedman y Courtenay Foote. Desde 1915 a 1929 actuó en 63 producciones mudas, entre ellas el clásico Intolerancia (1916). Algunas fuentes afirman que también actuó en el film de 1915 El nacimiento de una nación, lo cual no es exacto.
A diferencia de otras muchas estrellas del cine mudo, Lewis superó con facilidad la transición al cine sonoro, empezando con el film de 1930 Wide Open, en el que actuó con Patsy Ruth Miller y Edward Everett Horton. Aunque nunca llegó a ser considerada una primera estrella, actuó en un total de 58 películas en la década de 1930 y en otras 60 en la de 1940. 
Vera Lewis se retiró en 1947, residiendo en Woodland Hills, Los Ángeles, California; localidad en la que falleció el 8 de febrero de 1956. 

## Selección de su filmografía
- Hypocrites (1915)
- Intolerancia (1916)
- Peg o' My Heart (1922)
- Ella Cinders (1926)
- Resurrection (1927)
- Ramona (1928)
- La máscara de hierro (1929)
- Just Imagine (1930)
- Night Nurse  (1931)
- King Kong (1933)
- Way Down East (1935)
- Man on the Flying Trapeze (1935)
- Mr. Smith Goes to Washington (1939)
- Los violentos años veinte (1939)
- The Courageous Dr. Christian (1940)
- Million Dollar Baby (1941)
- Yankee Doodle Dandy (1942)
- The Cat Creeps (1946)